# Muiskij Gigant
Il Muiskij Gigant (in russo Муйский Гигант?) è un picco montuoso, il punto più alto (3 067 m) dei monti Južno-Mujskij sull'altopiano Stanovoj. Si trova nel territorio del Mujskij rajon della Buriazia, 45 km a sud-ovest dell'insediamento di tipo urbano di Taksimo.
La prima salita del Muiskij Gigant è stata effettuata l'8 luglio 1993 e guidata dallo scalatore di Novosibirsk Aleksandr I. Kuz'minych.